# 장수성 (1824년)
장수성(중국어 정체자: 張樹聲, 병음: Zhang Shusheng, 1824년 - 1884년)은 청나라 말기의 관리, 회군의 장수이다. 자는 진헌(振軒)

## 생애
안휘성 합비 출신으로 쌍둥이로 태어났다. 품생(稟生)이었지만 동생 장수산·장수병과 함께 단련을 조직하여 태평천국군과 싸웠다. 함산, 육안, 영산, 곽산, 잠산, 무위로 출격했다. 태호의 전투에서 500명의 병사로 수만 명의 진옥성 군을 격파하고, 유명전, 주성파, 반정신과 연합하여 안후이 북부를 제압했다. 또한 증국번의 요청에 따라 우후을 지켰고 지부에 발탁되었다.
1862년, 이홍장을 따라 상하이를 구하기 위해 갔다. 이홍장이 회군을 창설했을 때, 유명전과 함께 그 지휘관이 되었다. 1864년에는 창저우, 후주를 공략하는 전공을 올렸다. 1865년에 직례 안찰사가 되어 염군과 싸웠다. 1870년에 산서 안찰사가 되었고, 1872년에는 조운 총독 · 강소 순무 대리로 승진했다. 1879년에 귀주 순무, 광시 순무을 거쳐 양광총독이 되었다. 그동안 묘족의 봉기를 진압했다.
1882년, 이홍장이 어머니의 죽음으로 귀향하면서 직례총독의 대리를 맡게 되었고, 조선에서 임오군란이 발생하자 오장경을 파견하여 진압했다. 1883년, 다시 양광총독에 취임했다.
1884년, 청불 전쟁이 발생하자 조정에 양광총독을 사임하고 군무에 전념하고 싶다고 하여 접수되지만, 곧 병사했다. 사후 정달(靖達)이라는 시호가 주어졌다.

## 참고 문헌
- 『청사고』 447권, 열전 234